# Thyene villiersi
Thyene villiersi là một loài nhện trong họ Salticidae.
Loài này thuộc chi Thyene. Thyene villiersi được Lucien Berland & Millot miêu tả năm 1941.